# Föderaler Öffentlicher Dienst

Wappen der Föderalregierung und der Föderalen Öffentlichen Dienste des Königreichs Belgien

Föderaler Öffentlicher Dienst (abgekürzt FÖD, niederländisch Federale Overheidsdienst – FOD, französisch Service public fédéral – SPF) ist die offizielle Bezeichnung der Ministerien im Königreich Belgien. Die Bezeichnung wurde durch die Regierung Guy Verhofstadt in der Regierungsperiode 1999 bis 2003 geschaffen, um der bundesstaatlichen Struktur Belgiens Rechnung zu tragen.
Die Föderalen Öffentlichen Dienste werden durch eine Reihe von Föderalen Öffentlichen Programmierungsdiensten (ÖPD) ergänzt. Diese befassen sich mit wichtigen gesellschaftlichen Themen, die sich über verschiedene Föderale Öffentliche Dienste erstrecken, zum Beispiel die Wissenschaftspolitik.

## Derzeitige Föderale Öffentliche Dienste
- FÖD Kanzlei des Premierministers
- FÖD Politik und Unterstützung
- FÖD Auswärtige Angelegenheiten, Außenhandel und Entwicklungszusammenarbeit
- FÖD Inneres
- FÖD Finanzen
- FÖD Mobilität und Transportwesen
- FÖD Beschäftigung, Arbeit und Soziale Konzertierung
- FÖD Soziale Sicherheit
- FÖD Volksgesundheit, Sicherheit der Nahrungsmittelkette und Umwelt
- FÖD Justiz
- FÖD Wirtschaft, KMB, Mittelstand und Energie
- Verteidigungsministerium

## Derzeitige Föderale Öffentliche Programmierungsdienste
- ÖPD Sozialeingliederung, Armutsbekämpfung und Sozialwirtschaft
- ÖPD Wissenschaftspolitik